# Jhon Ospina
Jhon Alexander Ospina Londoño (n. Cali, Valle del Cauca, Colombia; 1992), es un árbitro de fútbol colombiano. Es árbitro internacional FIFA desde 2019.

## Biografía
Alexander Ospina es un árbitro colombiano que nació en la ciudad de Cali en 1992, sin embargo se crio en Armenia, ahí en el Quindío empezó en el arbitraje. En sus inicios dirigió en la Categoría C y Primera B donde acumuló 33 partidos en total antes de dar el salto a Primera A. Ha dirigido varios partidos nacionales e internacionales, debutó en el año 2017 y es internacional FIFA desde 2019, así ha dirigido varios partidos de Copa Conmebol Libertadores, Copa Conmebol Sudamericana, de igual manera ha dirigido varios partidos en la Liga Colombiana de Fútbol y Copa Colombia.

## Trayectoria
En el plano internacional tuvo su primera participación en 2019, en el Campeonato Sudamericano Sub-15 que se disputó en Paraguay y debutó en el año 2019 en la Copa Sudamericana y Copa Libertadores. Su máximo logro internacional fue dirigir la semifinal de ida de la Copa Sudamericana 2020 entre Vélez Sarsfield y Lanús.
En el plano local estuvo presente como juez central en las semifinales del Torneo Apertura 2018, en el partido entre Atlético Huila y Atlético Nacional, además en ese torneo fue el cuarto árbitro de la final entre Atlético Nacional y Deportes Tolima.

### Campeonato Sudamericano de Fútbol Sub-15 de 2019
El campeonato se disputó en Paraguay, ahí dirigió 2 partidos.
| 24 de noviembre de 2019, 20:30 | Uruguay    | 1:3 (0:0) | Paraguay                                 | Estadio Arsenio Erico, Asunción |                         |
|                                | Duarte 79' | Reporte   | Enciso 60' · Cardozo 72' · Pereira 80+1' | Árbitro(s): Jhon Ospina         | Árbitro(s): Jhon Ospina |

| 30 de noviembre de 2019, 18:00 | Argentina  | 1:1 (0:1) | Ecuador   | Estadio Luis Alfonso Giagni, Villa Elisa |                         |
|                                | Fretes 77' | Reporte   | Cuero 18' | Árbitro(s): Jhon Ospina                  | Árbitro(s): Jhon Ospina |

### Copa Sudamericana 2020
Dirigió 4 partidos en total, en diferentes fases del torneo:
| 20 de febrero de 2020, 17:15 (UTC-5) | Emelec                     | 2:0 (1:0) | Blooming | Estadio Banco del Pacífico-Capwell, Guayaquil |                         |
|                                      | Cevallos 27' · Burbano 57' | Reporte   |          | Árbitro(s): Jhon Ospina                       | Árbitro(s): Jhon Ospina |

| 4 de noviembre de 2020, 20:30 (UTC-4) | Caracas | 0:0     | Vasco da Gama | Estadio Olímpico de la UCV, Caracas |                         |
|                                       |         | Reporte |               | Árbitro(s): Jhon Ospina             | Árbitro(s): Jhon Ospina |

| 1 de diciembre de 2020, 19:15 (UTC-3) | Unión | 0:0     | Bahia | Estadio 15 de Abril, Santa Fe                |                                              |
|                                       |       | Reporte |       | Árbitro(s): Jhon Ospina VAR: Carlos Betancur | Árbitro(s): Jhon Ospina VAR: Carlos Betancur |

| 6 de enero de 2021, 21:30 (UTC-3) | Vélez Sarsfield | 0:1 (0:1) | Lanús    | Estadio José Amalfitani, Buenos Aires       |                                             |
|                                   |                 | Reporte   | Sand 39' | Árbitro(s): Jhon Ospina VAR: Mauro Vigliano | Árbitro(s): Jhon Ospina VAR: Mauro Vigliano |

### Copa Libertadores 2020
Dirigió 1 partido de la fase 1 y otro de la fase de grupos, en el grupo D.
| 21 de enero de 2020, 18:15 (UTC-4) | Carabobo      | 1:1 (0:0) | Universitario  | Estadio Cachamay, Puerto Ordaz |                         |
|                                    | Tortolero 46' | Reporte   | Dos Santos 83' | Árbitro(s): Jhon Ospina        | Árbitro(s): Jhon Ospina |

| 29 de septiembre de 2020, 19:30 (UTC-5) | Liga de Quito                                         | 4:0 (2:0) | Binacional | Estadio Rodrigo Paz Delgado, Quito |                         |
|                                         | Otoya 2' (a.g.) · Mancilla 14' (a.g.) · Muñoz 58' 81' | Reporte   |            | Árbitro(s): Jhon Ospina            | Árbitro(s): Jhon Ospina |